# ألينا بوز
ألينا بوز (بالتركية: Alina Boz) هي ممثلة تركية من أصول روسية، ولدت في 14 يونيو عام 1998 في روسيا، لأم روسية تعمل في مجال الاقتصاد، ولوالد تركي، معروفة لدورها كهزال في المسلسل التركي حطام.

## السيرة الذاتية
ولدت الينا في روسيا في 14 يونيو عام 1998، والدها تركي تعود أصوله إلى بلغاريا، وعاش والد الينا مع والدتها في روسيا بسبب عمله كوكيل سفر حتى أكملت الينا عامها السابع، ذهبت مع عائلتها إلى تركيا عام 2005. تعلمت العزف على الجيتار والبيانو.
بعد عودتها من روسيا بدأت مرحلة الدراسة، درست المرحلة الابتدائية والإعدادية والثانوية في إسطنبول بمدرسة الطيران، كما درست التمثيل والمسرح وهي في التاسعة من عمرها عام 2007، بدأت حياتها العملية سريعا، عملت عارضة إعلانات تجارية تلفزيونية وهذا أعطاها فرصة للظهور في بعض المسلسلات التلفزيونية.

## مشوارها الفني
بدأت مشورها الفني عام 2013، وذلك بمشركتها في مسلسل الممرضة الشجاعة (بالتركي: cesur hemşire ) اشتركت في ثاني عمل لها في دور (هازال) في مسلسل حطام مع الممثلة التركية نورغول يشيلتشاي والممثل أركان بتك قايا والفنانة ليلى تانلار، ونجحت بنجاح المسلسل. كما قدمت دور البطولة في المسلسل لا تترك يدي (بالتركية: Elimi birakma)، إلى جانب الممثل الب نافروز حيث تقوم ألينا بدور «عذراء» فتاة تفقد والدها وتصبح وحيدة بعد خسارة مال والدها وتقوم زوجة والدها بالحصول على باقي الأموال، تم عرضه في 22 يوليو 2018. وفي عام 2021 قدمت دور البطولة في مسلسل بعنوان مرعشلي الذي عرض على قناة atv التركية.و في عام "2022" قدمت دور البطولة في (مسلسل) حكاية خرافية،باللغة التركية[Bir Peri Masalı] الذي يُعرض على قناة"FOX TV"،حيث تقوم الينا بدور <<زينب ميليس>>،تم عرض المسلسل في (28 سبتمبر 2022)

## الأعمال الفنية
| 2013      | الممرضة الشجاعة | كانان      |
| 2014-2016 | حطام            | هزال       |
| 2016      | دودج براذر      | مليس قهوجي |
| 2018      | لا تترك يدي     | عذراء      |
| 2020      | العشق ١٠١       | إيدا       |
| 2021      | مرعشلي          | ماهور      |
| 2022      | حكاية خرافية    | زينب       |

## روابط خارجية
- ألينا بوز على موقع IMDb (الإنجليزية)
- ألينا بوز على موقع روتن توميتوز (الإنجليزية)
- ألينا بوز على موقع قاعدة بيانات الأفلام العربية
- ألينا بوز على موقع ألو سيني (الفرنسية)
- ألينا بوز على موقع قاعدة بيانات الفيلم (الإنجليزية)
- ألينا بوز على موقع كينوبويسك (الروسية)